# Cisco Packet Tracer
Cisco Packet Tracer è un software per la simulazione di reti, sviluppato da Cisco. Il software viene utilizzato per scopi educativi, al fine di apprendere tutte le potenzialità di una rete di computer. Il programma è disponibile in diverse lingue.

## Utilizzo e funzionamento

Simulazione di una rete, composta da due router, sei switch di tipo layer 2 e undici computer.

Cisco Packet Tracer permette di creare, nonché simulare, delle reti internet, anche complesse.

### Periferiche disponibili
Esso comprende svariati device, come server, firewall, diversi tipi di router, switch di tipo layer 2 e switch di tipo layer 3.
Inoltre comprende anche diversi end-device, quindi computer, stampanti, access point (A.P.), smartphone, tablet, telefoni IP, telefoni analogici e TV.

### Tipi di reti che è possibile creare
Fra i vari tipi di rete che è possibile creare, si possono creare delle reti seguendo il protocollo del subnetting, delle LAN, della VLAN, del DHCP, della VPN, eccetera.